# Kirgizië op de Olympische Winterspelen 2018
Kirgizië was een van de deelnemende landen aan de Olympische Winterspelen 2018 in Pyeongchang, Zuid-Korea.
Bij de zevende deelname van het land aan de Winterspelen werd voor de vierde keer deelgenomen in het alpineskiën en voor de tweede keer in het langlaufen. Van de twee deelnemers nam Jevgeni Timofejev  voor de tweede keer deel. Debutant Tariel Zharkymbaev was de vlaggendrager bij de openingsceremonie.

## Deelnemers en resultaten
(m) = mannen 

### Alpineskiën
| Olympiër (deelname)   | Onderdeel        | Resultaat | Prestatie                                                            |
| --------------------- | ---------------- | --------- | -------------------------------------------------------------------- |
| Jevgeni Timofejev (2) | reuzenslalom (m) | 63e       | 1e run: 1.20,90 (72e) 2e run: 1.20,13 (63e) totaal: 2.41,03 (+22,99) |
| Jevgeni Timofejev (2) | slalom (m)       | 40e       | 1e run: 1.01,56 (49e) 2e run: 1.02,37 (40e) totaal: 2.03,93 (+24,94) |

### Langlaufen
| Olympiër           | Onderdeel  | Resultaat | Prestatie                      |
| ------------------ | ---------- | --------- | ------------------------------ |
| Tariel Zharkymbaev | sprint (m) | 78e       | kwalificatie: 4.05,99 (+57,45) |